# Емма Робертс
Е́мма Ро́уз Ро́бертс (англ. Emma Rose Roberts; нар. 10 лютого 1991 року) — американська попспівачка та акторка.

## Біографія
Народилась у США в маленькому містечку Райнбек, штат Нью-Йорк. Дочка актора Еріка Робертса та Келлі Канінгем. Джулія Робертс — тітка Емми.
Почала захоплюватися кіно з дитячих років, беручи приклад зі своєї тітки Джулії, яка періодично брала маленьку Емму з собою на зйомки. Вона була впевнена, що зможе домогтися успіху в цьому напрямку, і почала всіма силами прагнути потрапити на великий екран. Мати Емми була не в захваті від вибору дочки, вона хотіла, щоб Емма мала звичайне дитинство і багато друзів і подруг. Але після кількох вдалих кінопроб вона побачила, що дочка володіє непоганими акторськими даними, які саме зараз необхідно починати розвивати. 
У 2001 році 10-річна Емма Робертс дебютувала у фільмі Теда Демме «Кокаїн». Юна актрпка зіграла роль Христини Янг в юності. Після першої вдалої ролі Емма переїхала в Лос-Анджелес, де вступила в школу Ашера, щоб мати можливість поєднувати навчання та кінозйомки. Далі в її кар'єрі з'являлися незначні ролі другого плану. Її можна побачити в таких фільмах, як «Велика любов», «Улюбленці Америки», «Великий чемпіон», «Оторва» та «Найкращий друг шпигуна».

## Особисте життя
У 2012 році почала зустрічатися з Еваном Пітерсом, з яким познайомилася на зйомках фільму «Дорослий світ» (2013). Пара заручилась в грудні 2013 року, припинила стосунки в червні 2015, у жовтні відновила їх. У березні 2019 стало відомо про розрив заручин. 
З 2019 по 2021 зустрічалася з актором Гарретом Гедлундом. У червні 2020 пішли чутки про вагітність, 31 серпня вони підтвердились. 27 грудня народила сина Роудса Роберта Еедлунда. 
З 2022 року зустрічається з Коді Джоном, у 2024 році одружилася.

## Фільмографія
| Рік         | Фільм                                    | Назва                             | Роль                        | Примітка       |
| ----------- | ---------------------------------------- | --------------------------------- | --------------------------- | -------------- |
| 2001        | Велике кохання                           | Big Love                          | Делайла                     |                |
| 2001        |                                          | America's sweethearts             | Епізодична роль             |                |
| 2001        | Кокаїн                                   | Blow                              | Христина Янг в юності       |                |
| 2002        | Великий чемпіон                          | Grand Champion                    | Сестра                      |                |
| 2003        | Найкращий друг шпигуна                   | Spymate                           | Амелія                      |                |
| 2004 — 2007 | Не така                                  | Unfabulous                        | Едді Сінґер                 |                |
| 2006        | Аквамарин                                | Aquamarine                        | Клер                        |                |
| 2007        | Ненсі Дрю                                | Nancy Drew                        | Ненсі Дрю                   |                |
| 2008        | Оторва                                   | Wild Child                        | Поппі Мур                   |                |
| 2008        | Розкішне життя                           | Lymelife                          | Адріанна Бреґґ              |                |
| 2008        | Ніко: Шлях до зірок                      | Niko — Lentäjän poika             | Вільма                      | Озвучування    |
| 2009        | Готель для собак                         | Hotel for Dogs                    | Енді                        |                |
| 2009        | Сезон перемог                            | The Winning Season                | Еббі Міллер                 |                |
| 2010        | Дванадцять (фільм)                       | Twelve                            | Моллі                       |                |
| 2010        | День Святого Валентина (фільм)           | Valentine's Day                   | Ґрейс Смарт                 |                |
| 2010        | Це дуже цікава історія (фільм)           | It's Kind of a Funny Story        | Ноель                       |                |
| 2010        | Що трапилось з Вірджинією                | What's Wrong with Virginia        | Джессі                      |                |
| 2010        | Мемуари підлітка з амнезією              | Memoirs of a Teenage Amnesiac     | Еліс                        |                |
| 2010        | 4.3.2.1                                  | 4.3.2.1                           | Джоанна                     |                |
| 2011        | Крик 4                                   | Scream 4                          | Джилл Робертс               |                |
| 2011        | Домашнє завдання                         | The Art Of Getting By             | Саллі Гов                   |                |
| 2012        | Селеста і Джессі навіки                  | Celeste and Jesse Forever         | Райлі                       |                |
| 2013        | Дорослий світ                            | Adult World                       | Емі                         |                |
| 2013        | Ми — Міллери (фільм)                     | We're the Millers                 | Кейсі                       |                |
| 2013        | Емпайр-стейт                             | Empire State                      | Ненсі                       |                |
| 2013        | Пало-Альто (фільм)                       | Palo Alto                         | Ейпріл                      |                |
| 2013        | Дорослий світ                            | Adult World                       | Емі Андерсон                |                |
| 2014        | Деліріум                                 | Delirium                          | Ліна Геловей                |                |
| 2014 — 2015 | Американська історія жахів: Шоу виродків | American Horror Story: Freak show | Меггі Есмеральда            | 10 серій       |
| 2015        | Королеви крику                           | Scream Queens                     | Шанель Оберлін              | 23 серій       |
| 2015        | Ешбі (фільм)                             | Ashby                             | Елоїза                      |                |
| 2016        | Нерв                                     | Nerve                             | Ві Делмоніко                |                |
| 2017        | Американська історія жаху: Культ         | American Horror Story: Cult       | Серена Белінда              | Епізод: «11/9» |
| 2018        | Американська історія жаху: Апокаліпсис   | American Horror Story: Apocalypse | Медісон Монтґомері          | 7 серій        |
| 2018        | Клуб молодих мільярдерів                 | Billionaire Boys Club             | Сідні                       |                |
| 2019        | Таємниці Райських схилів                 | Paradise Hills                    | Ума                         |                |
| 2019        | Американська історія жаху: 1984          | American Horror Story: 1984       | Брук Томпсон                | 9 серій        |
| 2019        |                                          | UglyDolls                         | Уеджхед                     | голос          |
| 2020        | Полювання                                | The Hunt                          | дівчина в легінсах для йоги |                |
| 2020        | Пара на свята                            | Holidate                          | Слоан                       |                |
| 2024        | Мадам Павутина                           | Madame Web                        | Мері Паркер                 |                |
| 2013-2024   | Американська історія жахів: Шабаш        | American Horror Story: Coven      | Медісон Монтгомері та інші  | 55 серій       |
| 2024        | Космічний курсант                        | Space Cadet                       | Рекс Симпсон                |                |